# Artem Mikojan
Artjom (lahko tudi Artem) Hovhannesi (Ivanovič) Mikojan (armensko Արտյոմ Հովհաննեսի Միկոյան, rusko Артём Иванович Микоян), armenski letalski konstruktor, * 5. avgust 1905, Sanahin, Ruski imperij (danes  Armenija), † 9. december 1970, Moskva, Sovjetska zveza (danes Rusija).
Artem Mikojan mlajši brat Anastasa Mikojana  se je po končani osnovni šoli zaposlil kot operater strojev v Rostovu, dokler ga niso vpoklicali na služenje vojaškega roka. Po končani vojaški obveznosti se je vpisal na Vojno letalsko akademijo Žukovskega in diplomiral leta 1937. Najprej je delal s Polikarpovom, dokler ga niso decembra 1939 imenovali za predstojnika novega biroja za razvoj letal v Moskvi. Z Mihailom Josifovičem Gurevičem je ustanovil biro Mikojan-Gurevič za načrtovanje bojnih letal. Marca 1942 se je biro preimenoval v OKB MiG (Osoboe Konstruktorskoe Biro), ANPK MiG (Aviacioni naučno-proizvodstveni kompleks) in OKO MiG.
Prvi model, ki je prešel v proizvodnjo, je bil MiG-9 leta 1946. Prototip I-270, temelječ na nemških zamislih in britanskih motorjih je pozneje postal MiG-15. Kljub raznolikim »koreninam« se je letalo odlično obneslo. Izdelali so jih več kot 18.000 in številni bodoči lovci so temeljili na njem. Od leta 1962 je Mikojan razvijal tudi raketne sisteme za svoja letala. Proizvodnja zmogljivih lovcev se je nadaljevala tudi v 50. in 60. letih.
Mikojana so dvakrat nagradili z redom Junaka socialističnega dela in bil delegat v šestih vrhovnih sovjetih. Njegov starejši brat Anastas je bil politik z enim najdaljših stažev v politbiroju CK KPSZ.
Po Mikojanovi smrti se je razvojni biro iz Mikojan-Gurevič preimenoval v Mikojan, letala pa se še vedno imenujejo MiG. 